# Нико, 1988
Нико, 1988 (итал. Nico, 1988) — итало-бельгийский биографический фильм 2017 года, поставленный режиссером Сюзанной Никьярелли о последнем годе жизни легендарной певицы Нико.
Мировая премьера состоялась 30 августа 2017 года на 74-м Венецианском международном кинофестивале, где фильм участвовал в программе секции «Горизонты» и получил премию за лучший фильм. В 2018 году лента была номинирована в 8-ми категориях на получение итальянской национальной кинопремии «Давид ди Донателло», в том числе за лучший фильм, и получила 4 награды.

## Сюжет
Нико, бывшая певица группы «The Velvet Underground», в настоящее время постарела и лишена красоты, переосмысливает себя как солист, углубляясь в свое последнее турне по Европе, стремясь найти смысл своей жизни.